# Station Tháp Chàm
Station Tháp Chàm is een spoorwegstation aan de Spoorlijn Hanoi - Ho Chi Minhstad. Het station staat in Đô Vinh, een phường van de Vietnamese  stad Phan Rang-Tháp Chàm, waar ook de militaire Luchthaven Thành Sơn zich bevindt. Voor het station ligt een groot emplacement.